# Николо Аманити
Николò Аманѝти (на италиански: Niccolò Ammaniti) е италиански писател, сценарист и режисьор, лауреат на престижната италианска литературна награда „Стрега“ за 2007 г. за романа „Както Бог повелява“ (Come Dio commanda).

## Биография и творчество
Николо Аманити е роден на 25 септември 1966 г. в Рим, Лацио, Италия. Баща му Масимо Аманити е психолог. След гимназията започва да следва биология в Университет „Сапиенца“ в Рим, но не завършва обучението си. Започва да пише след университета.
Първият му роман „Хриле“ (Branchie) е издаден през 1994 г. от изд. „Едиесе“, за да бъде закупен от изд. „Ейнауди“ през 1997 г. Книгата разказва парадоксалната история за римско момче, болно от рак, което се оказва пренесено в Индия, където е принудено да преживее поредица от неприятни и екстравагантни приключения. През 1999 г. книгата е екранизирана в едноименния филм с участието на певеца Джанлука Гриняни и Валентина Черви, режисиран от Франческо Раниери Мартиноти и по сценарий на Фулвио Отавиано. Въпреки огромния бюджет филмът се оказва провал.
Работи като сценарист от края на 90-те години, като участва във филмови адаптации на собствените си произведения. През 1995 г. публикува, заедно с баща си Масимо, документалната творба „В името на сина“ (Nel nome del figlio), публикувано от изд. „Арнолдо Мондадори“. През 1996 г. участва със сестра си в нискобюджетния филм Crescerà i carciofi a Mimongo на Фулвио Отавиано.
През 1996 г. Аманити участва в антологията „Канибалска младост“ (Gioventù cannibale), редактирана от Даниеле Броли и публикувана от изд. „Ейнауди“, с разказа „Seratina“, написан с Луиза Бранкачо. Той всъщност става един от основните представители на групата писатели, наречени „Канибалите“ (I Cannibali).
Също през 1996 г. публикува за изд. „Мондадори“ „Кал“ (Fango) – сборник с разкази, който съдържа, наред с други, текстовете „Да живееш и да умреш в Пренестино“ (Vivere e morte al Prenestino) и „Последната Нова година на човечеството“ (L'ultimo capodanno dell'umanità). От последния през 1998 г. е заснет филмът на Марко Ризи „Последната нова година“ (L'ultimo capodanno), по чийто сценарий сътрудничи самият Аманити.
През 1999 г. излиза романът „Ще те взема и ще те отнеса“ (Ti prendo e ti porto via), отново за изд. „Мондадори“.
Става известен с романа „Мен не ме е страх“ (Io non ho paura) от 2001 г., който получава наградата „Виареджо Наратива“. Историята е за малкото сюрреалистично градче Акуа Траверсе в италианския Юг към края на 70-те години, в което малкия Микеле Амитрано случайно се натъква на нещо неописуемо, което ще обърне живота му и този на всички около него, съчетавайки детските страхове и жестокости, големите провали на възрастните, и типичния живот в провинцията. За книгата получава престижната литературна награда „Виареджо“. Преведен е на над 35 езика по света. През 2003 г. романът е екранизиран в едноименния филм на Габриеле Салваторес, за който получава наградата „Флаяно“ за сценарий.
През 2004 г. написва сценария за филма „Серумът на истината“ (Il siero della vanità), режисиран от Алекс Инфашели.
На 17 септември 2005 г. се жени за актрисата Лоренца Индовина.
През 2006 г. е публикуван романът му „Както Бог заповядва“ (Come Dio comanda), издаден от изд. „Арнолдо Мондадори“, приветстван от публиката, но с различни мнения от критиците, въпреки факта, че през 2007 г. романът печели наградата „Стрега“. Книгата също е адаптирана за големия екран през 2008 г., отново от Салваторес, в едноименния филм.
През 2009 г. публикува романа „Нека празникът да започне“ (Che la festa cominci), издаден от „Ейнауди“, за който е номиниран за наградата „Златна Алабарда“ през 2010 г.
През 2010 г. публикува шестия си роман, озаглавен „Аз и ти“ (Io e te).
През 2012 г. Николо Аманити публикува сборника с разкази „Моментът е деликатен“ (Il momento è delicato), чието заглавие произлиза от фразата, адресирана към него от редактор, за да го уведоми за отказа да публикува сборника му разкази „Fango“.
През 2015 г. публикува седмия си роман, озаглавен „Анна“ (Anna). Действието му се развива в свят от близкото бъдеще, опустошен от пандемия, която убива всеки, който е достигнал полова зрялост. Младата героиня се опитва да оцелее в дивото общество на своите връстници в Сицилия. Екранизиран е в едноименния телевизионен сериал през 2021 г.
През май 2017 г. Скай Италия обявява създаването на нов телевизионен сериал, наречен „Чудото“ (Il miracolo), фокусиран върху последствията от разкъсването на статуя на Мадоната в малък град, който самият Аманити вече е написал и в който ще го види и в ролята на един режисьор от Лучо Пелегрини и Франческо Мунци.
На 17 януари 2017 г. Университетът във Фоджа му присъжда почетната степен „доктор хонорис кауза“ по филология, литература и история.
През 2021 г. телевизионният сериал „Анна“, базиран на едноименния роман от 2015 г., е пуснат по Скай Италия.
На 17 януари 2023 г. излиза романът му „La vita intima“, който отново печели наградата „Виареджо“, 22 години след първата награда, получена с „Io non ho paura“.
Николо Аманити живее със семейството си в Рим.

## Произведения

### Романи
- Branchie (1994)[2][3][4][6][7][8]
- Ti prendo e ti porto via (1999)
- Io non ho paura (2001)[1]
Мен не ме е страх, ИК „Колибри“, София (2005), прев. Нева Мичева. ISBN 9545293543
- Come Dio comanda (2006) – Награда „Стрега“
- Che la festa cominci (2009)
- Io e te (2010)
- Anna (2015)
- La vita intima (2023)

### Разкази
- La figlia di Siva, в антологията La giungla sotto l'asfalto (1993)
- Seratina, в антологията Gioventù cannibale (1996) – с Луиза Бранкачо
- Alba tragica, в антологията Tutti i denti del mostro sono perfetti (1997)
- Enchanted Music & Light Records, в антологията Il fagiano Jonathan Livingston. Manifesto contro la new age (1998) – с Джем Д'Алесандро
- L'amico di Jeffrey Dahmer è l'amico mio, в антологията Italia odia (2000)
- Fa un po' male, в сп. „MicroMega“ n. 3 (2002)
- Sei il mio tesoro, в антологията Crimini (2005)
- Giochiamo? Due racconti letti dagli autori (2008) – с Антонио Манцини

### Сборници
- Fango (1996), разкази
- Il momento è delicato (2012), разкази

### Други
- Nel nome del figlio. L'adolescenza raccontata da un padre e da un figlio, с Масимо Аманити (1995).[2]
- Anche il sole fa schifo. Radiodramma (1997)
- Il libro italiano dei morti, в сп. „Ролинг Стоун Италия“, n. 15-40, януари 2005-февруари 2007, тема на филма Il siero della vanità на Алекс Инфашели (2004).

### Филмография[22]
- The Good Life (2014), документален филм на DVD за изд. „Фелтринели“[3] – автор и режисьор
- Il miracolo (2018), телевизионен сериал – създател, сценарист и режисьор
- L'ultimo capodanno (1998), игрален филм, реж. Марко Ризи – сценарист[3]
- Gone Bad (2001), късометражен филм, реж. Марко Бертолдо – сценарист
- Il siero della vanita (2003), игрален филм, реж. Алекс Инфашели – сценарист с Антонио Манцини
- Мен не ме е страх, Io non ho paura (2003), игрален филм, реж. Габриеле Салваторес – сценарист с Франческа Марчано
- Come Dio comanda (2008), игрален филм, реж. Габриеле Салваторес – сценарист с Антонио Манцини и Габриеле Салваторес
- Аз и ти / Io e te (2012), игрален филм, реж. Бернардо Бертолучи – сценарист с Умберто Контарело и Франческа Марчано
- Ego (2016), късометражен филм, реж. Лоренца Индовина – сценарист с Лоренца Индовина
- Il miracolo (2018), тв сериал, 8 епизода – режисьор и продуцент[6]
- Anna (2021), тв сериал, 6 епизода – режисьор и продуцент[6]

## Екранизации
- L'ultimo capodanno (1998), реж. Марко Ризи, по разказа L'ultimo capodanno dell'umanità от сборника Fango (2006)
- Branchie (1999), реж. Франческо Раниери Мартиноти, по едноименния роман от 1994 г.
- Мен не ме е страх, Io non ho paura (2003), реж. Габриеле Салваторес, по едноименния роман от 2001 г.
- Come Dio comanda (2008), реж. Габриеле Салваторес, по едноименния роман от 2006 г.
- Аз и ти, Io e te (2012), реж. Бернардо Бертолучи, по едноименния роман от 2020 г.
- I riassuntini (2018), късометражен филм